# Полярний (аеропорт)
Аеропорт Полярний (рос. Аэропорт Полярный) (IATA: PYJ, ICAO: UERP) — аеропорт в Якутії, Росія, розташований за 12 км на захід від Удачного. Обслуговує всі типи літаків. Летовище побудовано на ґрунтовій основі розміром 4000 х 190 м, перші 100 м злітно-посадкової смуги непридатні для зльоту. Призначено як аварійне летовище для перехресного полярного повітряного руху між Північною Америкою та Азією. 
Аеропорт є хабом:
- Alrosa Mirny Air Enterprise

## Авіалінії та напрямки, лютий 2021
| Авіакомпанія                | Пункт призначення                                 |
| --------------------------- | ------------------------------------------------- |
| Alrosa Mirny Air Enterprise | Мирний, Москва-Домодєдово, Новосибірськ, Іркутськ |
| Angara Airlines             | Іркутськ, Новосибірськ                            |
| Nordstar Airlines           | Красноярськ-Ємельяново                            |
| S7 Airlines                 | Новосибірськ                                      |